# Puntos de presión

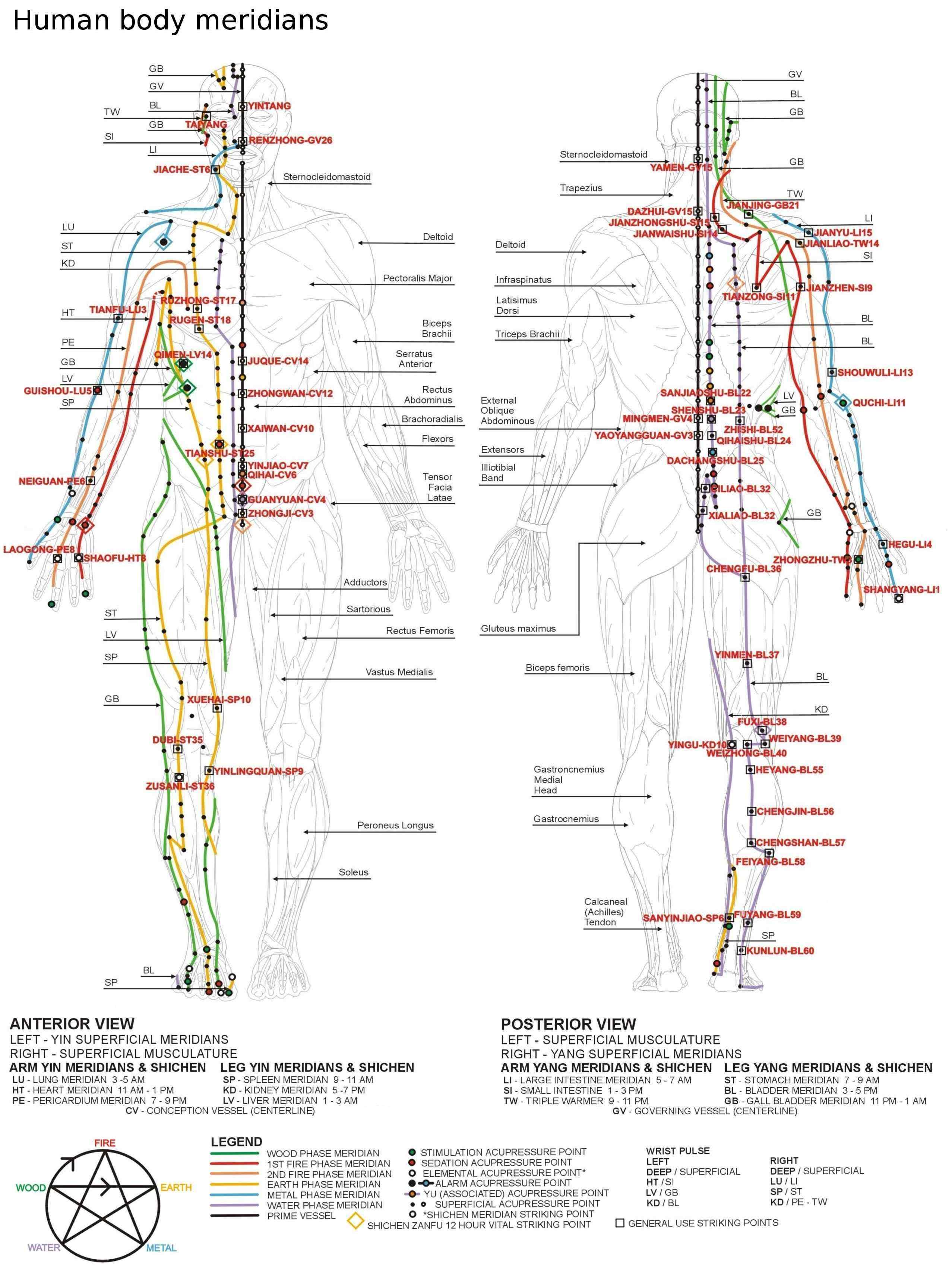
A schematic of the "chinese" or human body meridians.

Los puntos de presión, también conocidos por su denominación en chino Dim mak o Kyusho jitsu en japonés, son áreas en el cuerpo humano que al ser manipuladas de alguna manera específica pueden producir un dolor considerable u otros efectos como mareo, desmayos, ardor, etcétera; aunque también hay puntos que causan efectos beneficiosos para la salud, como disminuir dolores de cabeza, detener el hipo, aliviar dolores de estómago, relajar, etc. 
El concepto de los puntos de presión está presente en la vieja escuela de las artes marciales japonesas (siglo XVII) y se dice que son conocidos desde mucho antes por los chinos (quienes los llamaron Dim mak) y los antiguos guerreros hindúes. En un artículo de la revista japonesa Shin Budo publicado en 1942, el Sensei Takuma Hisa maestro del arte marcial clásico del Daitō-ryū Aiki-Jūjutsu (antecesor del Aikidō) asegura que la existencia de la tradición japonesa se atribuye el desarrollo y codificación de esta técnica de parte del guerrero Samurái, Shinra Saburō Minamoto no Yoshimitsu (1045-1127).
Hancock y Higashi (1905) publicaron un libro en el cual señalan numerosos puntos vitales usados en las artes marciales japonesas.
Algunas historias exageradas sobre peleas en las que se usan los puntos de presión aparecen en la ficción china Wuxia y eventualmente fueron conocidas por el nombre de Dim Mak, o "Toque de la Muerte".[cita requerida]
Mientras que es innegable que existen puntos sensibles en el cuerpo humano en donde una leve presión puede inducir un dolor considerable o lesiones serias, la asociación del kyūsho con conceptos esotéricos como el Qì (ki en japonés), la acupuntura, el reiki, o la reflexología es dudosa, y muy discutida. 

## Tipos
Existen varios tipos de puntos de presión, estos son presionado de diferente forma y tiene efectos variados. Los "Puntos de dolor" son generalmente nervios que por ejemplo, pueden estar entre los tendones, ligamentos y músculos. La meta es inmovilizar temporalmente al blanco, o al menos distraerlo, por medio de "puntos reflejos" que producen movimientos involuntarios; por ejemplo, causar que la mano suelte algún objeto, que las rodillas se doblen o incluso que una persona sea noqueada y quede inconsciente. La mayoría de los puntos de presión están ubicados a los largo de las vías del sistema nervioso, linfático o circulatorio

## Dolor
Algunos puntos de presión producen dolor cuando son golpeados, presionados o tallados, dependiendo de que punto se ataque. A estos puntos también se les llama centros nerviosos. Mientras que la distracción del dolor pudiera ofrecer la ventaja necesaria para pelear o escapar, el cuerpo posee un reflejo de aversión al dolor, en el que reacciona al estímulo doloroso retirándose del sitio donde se origina el daño. Los expertos en artes marciales veteranos usan este reflejo con un mínimo de esfuerzo, para la aplicación de diversas técnicas o con un fin marcial o terapéutico en sí mismo. 

## Aplastamientos, luxaciones,uso y golpes fuertes
Existen ciertas áreas del cuerpo duras y blandas que son propensas a ser dañadas si son golpeadas puntualmente, o sometidas a torsiones y/o hiperextensiones o hiperextensiones, tales como: las suturas óseas, las "costillas flotantes", el surco nasolabial, las vertebras cervicales y las partes laterales de las rodillas, muñecas, codos y dedos. Dentro de las artes marciales japonesas de combate cuerpo a cuerpo como el Jūjutsu tradicional, el Aikidō, el Judo y el ninjutsu, los puntos de presión son usados como facilitadores de la técnicas de proyección, o como parte de las técnicas de misericordia o luxación, sumisión e inmobilización permitiendo controlar al oponente. Mientras que en el karate-Do se enfatiza el golpeo de estos. Asimismo los puntos de presión son también usados como complemento para tratar varias dolencias o patologías de forma similar a la acupuntura.

## Contusiones y shock neurológico
El cerebro es un órgano sensible que flota en un fluido (el Líquido cefalorraquídeo), rodeado de hueso. El mismo fluido es un mecanismo de seguridad que permite que la cabeza reciba impactos difusos sin perder el conocimiento, aunque tales impactos pueden provocar daño cerebral permanente si son repetitivos, especialmente a nivel de los lóbulos frontales. Es posible dar un golpe usando superficies de contacto apropiadas en puntos y ángulos específicos de tal forma que aún con la protección natural proporcionada por la bóveda craneana antes mencionada se pueda causar desorientación o una pérdida instantánea de la conciencia. La técnicas que se enseñan más comúnmente son golpes a la región occipital, el mentón o la sien, con un ángulo y dirección determinados. Siendo estas zonas muy conocidas por los practicantes de boxeo occidental, donde también se golpean otros puntos vulnerables del cuerpo  como: el hígado, el bazo, el epigastrio (o plexo solar), las costillas falsas y los riñones.

## Energía
Algunos practicantes de artes marciales creen que existen canales de energía (los meridianos de la acupuntura) que permiten al Qì, o "fuerza vital" fluir a través del cuerpo. La acupuntura por ejemplo es muy conocida entre los practicantes experimentados de las artes marciales tradicionales. Los practicantes de la medicina china tradicional creen que los meridianos son líneas específicas en el cuerpo humano, en las que se encuentran cientos de puntos de presión. De acuerdo a esta creencia, un ataque puede ser usado para impactar el flujo de Qì, y afectar los órganos y diferentes estructuras del cuerpo. Así que al presionar, golpear o rastrillar estos puntos con una intención en específico y en ciertos ángulos se cree puede aumentar o disminuir la circulación de Qì en el cuerpo afectando el metabolismo.